# Де-Марки, Джино Доменикович
Джино Доменикович Де-Марки (ит. Gino De Marchi, 1902—1938) — советский кинорежиссёр итальянского происхождения.

## Биография
Родился в Италии, участвовал в коммунистическом движении, был соратником Антонио Грамши, занимал должности секретаря Коммунистической федерации молодёжи Италии, редактора газеты в Турине, писал стихи. 
В 1921 эмигрировал в СССР, где занялся кинематографией. С 1922 работал на киностудиях «Межрабпом-Русь», «Межрабпомфильм» (в 1929—1930 — руководитель цеха мультфильмов), кинофабриках «Союзкино», «Союзтехфильм», «Мостехфильм». Как режиссёр, ставил научно-популярные и агитационные фильмы. Был одним из зачинателей цикла фильмов о передовиках сельского хозяйства и стахановском движении: «Индукционные печи» (1932), «Сахар» (1934), «Табак» (1934 — 35), «Хлопок», «Кривонос» и «Ольга Бычкова» (все 1935), «Обновлённая земля» (1937) и другие.
2 октября 1937 был арестован НКВД, 3 июня 1938 года расстрелян. Посмертно реабилитирован.
Де-Марки и его дочери Лючиане посвящён документальный фильм Р. Бараночникова «Чао, мое сокровище!» (1995).